# Адмирал Головко (фрегат)
Фрегат «Адмирал Головко» — российский многоцелевой фрегат 1-го ранга с управляемым ракетным вооружением дальней морской и океанской зоны, третий корабль проекта 22350. Фрегат назван в честь адмирала Арсения Головко.

## История строительства
Заложен 1 февраля 2012 года.
Первоначально планировалось, что фрегат «Адмирал Головко» спустят на воду до конца 2017 года, на два года позже ранее намеченного срока. Причины переноса не называются, однако по информации источников в военной промышленности, это связано с задержкой поставки энергетической установки корабля, в которой используются газовые турбины украинского производства.  
В конце марта 2020 года фрегат «Адмирал Головко» переместили из эллинга в плавучий док для продолжения работ: монтажа бульбового обтекателя и валопроводов, возведения секций башенно-мачтовых конструкций и окраски подводной части корабля.
Спущен на воду 22 мая 2020 года, передача флоту была запланирована  на конец 2022 года.
В декабре 2020 года на фрегат были установлены российские  импортозамещённые ГТД производства НПО «Сатурн».
10 июля 2021 года СМИ сообщили, что «Адмирал Головко» станет первым штатным носителем гиперзвуковых ракет «Циркон».
25 декабря 2023 года поднят Андреевский флаг и фрегат принят на вооружение Северного флота.

## Командир
- капитан 2 ранга Андрей Славин (на 2024 год)[18].